# Rue Paul-Lambert
La rue Paul-Lambert est une voie de Toulouse, chef-lieu de la région Occitanie, dans le Midi de la France.

## Situation et accès

### Description
La rue Paul-Lambert est une voie publique. Elle traverse le quartier de La Faourette, dans le secteur 2 - Rive gauche.
Elle naît perpendiculairement à la rue de la Faourette. Elle se termine au carrefour de la rue Henri-Desbals.
La chaussée compte une voie de circulation automobile dans chaque sens. Il n'existe pas d'aménagement cyclable.

### Voies rencontrées
La rue Paul-Lambert rencontre les voies suivantes, dans l'ordre des numéros croissants (« g » indique que la rue se situe à gauche, « d » à droite) :
1. Rue de la Faourette
2. Rue de l'Ukraine (d)
3. Allée de l'Île-de-France - accès piéton (g)
4. Rue La Kahina (g)
5. Impasse Paul-Lambert (g)
6. Rue Rozès-de-Brousse (d)
7. Esplanade Bernard-Aymable-Dupuy (d)
8. Rue Henri-Desbals (d)

### Transports
La rue Paul-Lambert n'est pas directement desservie par les transports en commun. Elle se trouve cependant à proximité immédiate de la rue Henri-Desbals, où se trouve la station de métro Bagatelle, sur la ligne de métro . De plus, le long de la rue Henri-Desbals et de la rue du Lot se trouvent les arrêts de la ligne de bus 13.
La station de vélos en libre-service VélôToulouse la plus proche est la station no 186 (1 rue du Bachaga-Boualam).

## Odonymie
La rue est nommée en hommage à Paul Lambert (1905-1965). En 1938, il s'installe à Toulouse où il est chef de bureau à la préfecture de la Haute-Garonne (actuel Palais national, no 1 place Saint-Étienne). Dès 1942, il est inscrit au réseau Ajax, qui regroupe des résistants du ministère de l'Intérieur. En juin 1944, il est arrêté, puis déporté au camp de concentration de Neuengamme. En 1945, il revient à Toulouse, où il poursuit sa carrière dans l'administration préfectorale.

## Patrimoine et lieux d'intérêt

### Établissements scolaires

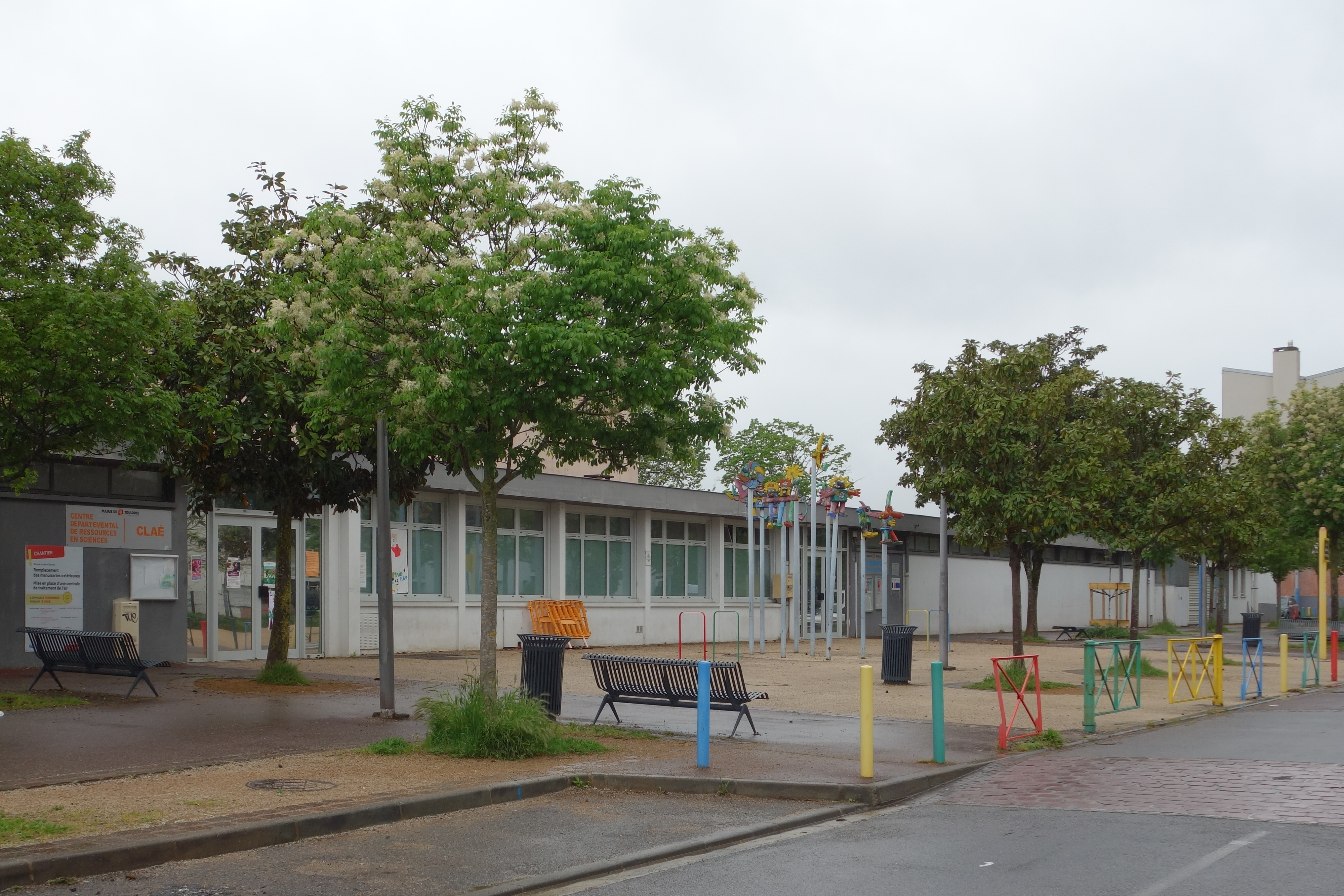
no 41-43 : groupe scolaire Sylvain-Dauriac.

- no  41-43 : groupe scolaire Sylvain-Dauriac. 
Le groupe scolaire regroupe une école maternelle et une école élémentaire. Il est construit entre 1966 et 1967, et nommé en hommage à Sylvain Dauriac (1894-1969), résistant toulousain, membre avec Jean Chaubet du mouvement Franc-Tireur, déporté au camp de Buchenwald, fondateur de la Fédération nationale des déportés et internés résistants et patriotes (FNDIRP), mais aussi conseiller municipal à Toulouse, intéressé par les questions scolaires[2]. 
Le groupe scolaire est représentatif de l'architecture scolaire des Trente Glorieuses : de style moderne, bâti en béton, il est constitué de corps de bâtiment aux formes simples, couvertes par un toit-terrasse. Il s'organise en trois corps de bâtiments formant un plan en F. La rue Paul-Lambert est longée par un long corps de bâtiment en rez-de-chaussée, reliant deux corps de bâtiment parallèles entre eux : l'école élémentaire à l'est et l'école maternelle à l'ouest. L'aile de l'école maternelle, en rez-de-chaussée, est ponctuée à son extrémité par un pavillon à un étage. L'aile de l'école élémentaire est, quant à elle, entièrement sur deux niveaux[3].

- no  59 : collège Stendhal. 
Le collège est construit entre 1972 et 1974, sur une parcelle d'environ 15 000 m², à l'emplacement de terrains agricoles qui dépendent d'une ancienne ferme (actuel no 124 rue Henri-Desbals), et qui était resté non bâtie à la suite de la construction de la cité de Papus et de la cité de la Faourette. Il consiste en quatre corps de bâtiment (trois de plan carré, un de plan rectangulaire), s'élevant sur deux niveaux et disposés autour d'une cour centrale. Un bâtiment à l'écart regroupe les logements de fonction[4].
Les bâtiments sont endommagés, le 21 septembre 2001, par l'explosion de l'usine AZF, et doivent être détruits, seule l'ossature ayant été conservée. Les travaux sont menés par l'agence d'architecture Dompnier-Lemaire. Le nouveau collège est inauguré en 2005[5],[6].

### Cité de la Faourette

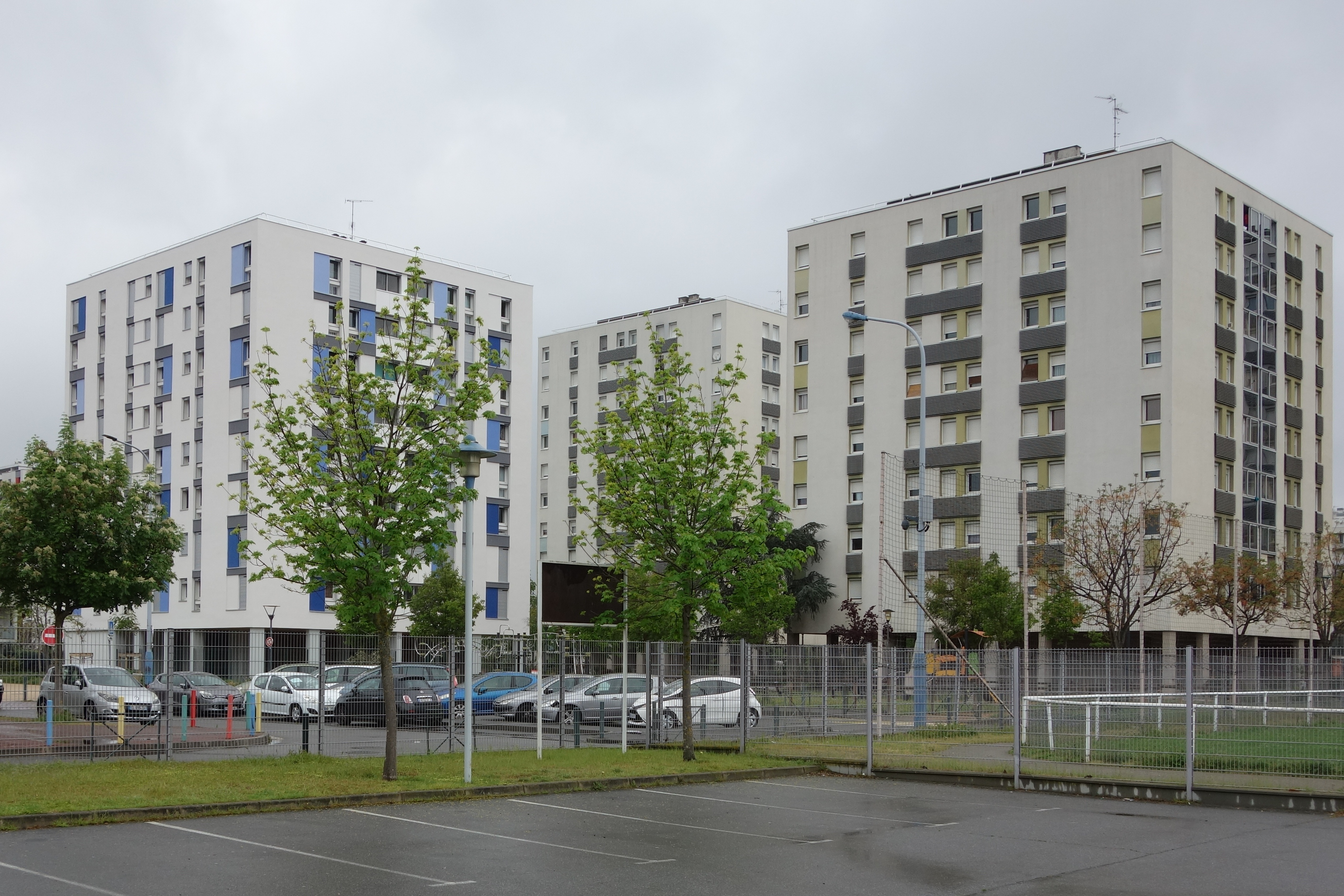
no 22 et 24 : les tours de la résidence Les Iris.

La cité de la Faourette est construite entre 1965 et 1968 sur les derniers terrains agricoles restés libres après l'aménagement des lotissements voisins. Elle se compose d'immeubles de formes différentes : le long de la rue Paul-Lambert se répartissent deux barres de quatre étages, longues de 190 mètres (actuels no 9-23) et 105 mètres (actuels no 45-57), et deux tours de huit étages (actuels no 22 et 24). En 2009, à la suite de travaux de réaménagement, la première barre est partiellement détruite (anciens no 17-23).
- no  9-15 : immeuble (1965-1966)[7].

- no  22 : immeuble 22 Les Iris (1965-1966)[8].
- no  24 : immeuble 24 Les Iris (1965-1966)[9].

- no  25-37 : lotissement (1967-1968)[10].

- no  45-57 : immeuble (1965-1966)[11].

### Œuvre publique
- Réunis pour faire rire. 
Réunis pour faire rire est un groupe de sculptures réalisé par les élèves de l'école Sylvain-Dauriac en 1995.

### Équipements sportifs
- no  18 : gymnase de la Faourette (1970-1971).